# Goethehöfe

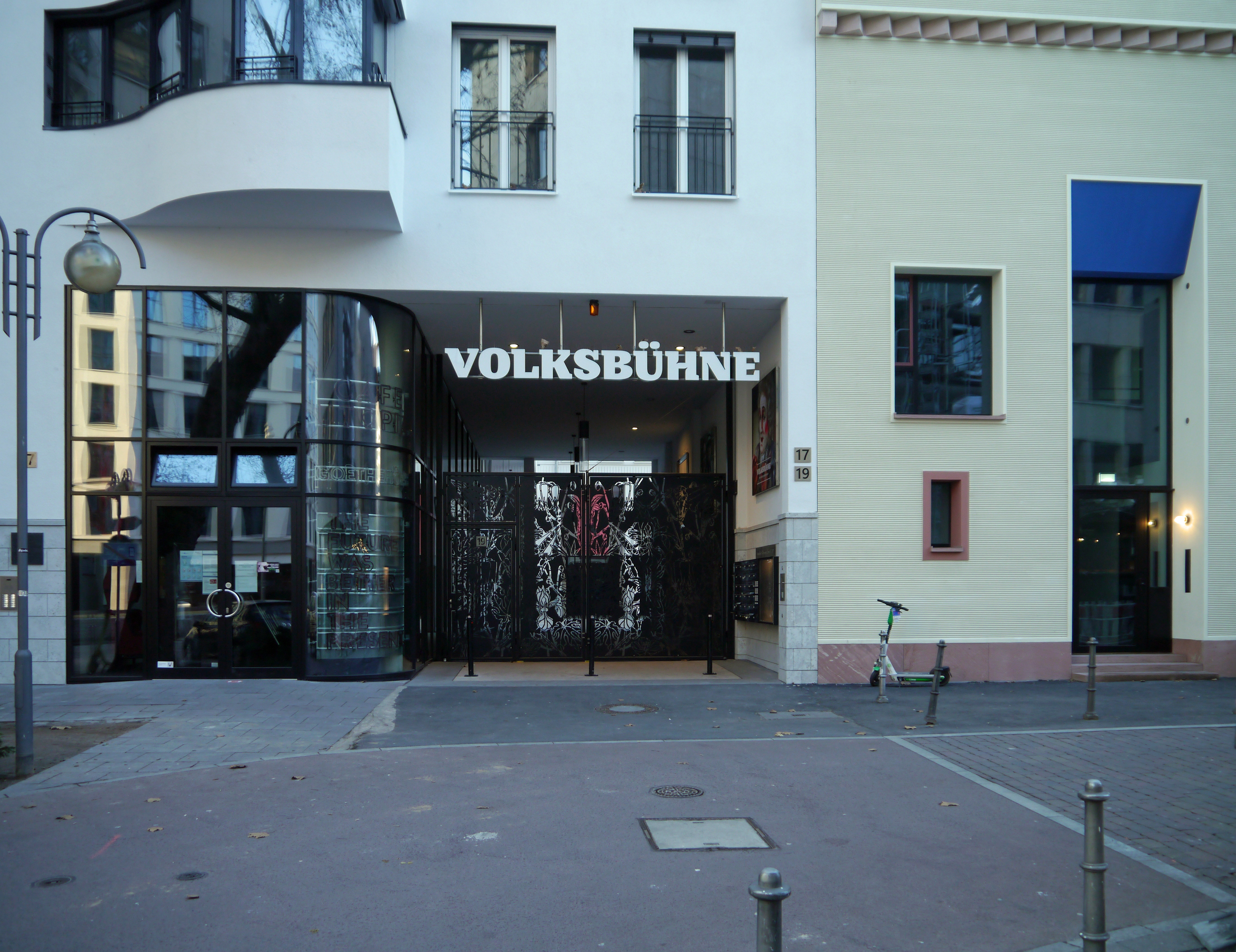
Eingang zur Volksbühne und zu den Goethehöfen

Die Goethehöfe sind ein Gebäudeensemble im Großen Hirschgraben in der Altstadt von Frankfurt am Main. Das Grundstück grenzt an das Goethe-Haus, das Geburtshaus von Johann Wolfgang von Goethe. Mit dem angrenzenden Neubau entstand gleichzeitig das Deutsche Romantik-Museum. Eine Wohnanlage, das Museum und eine Theaterbühne, der Cantate-Saal, gruppieren sich um einen städtischen Hof mit öffentlichen, kulturellen und privaten Nutzungen. Die Eröffnung des Museums findet am 14. September 2021 statt.

## Historisches Umfeld

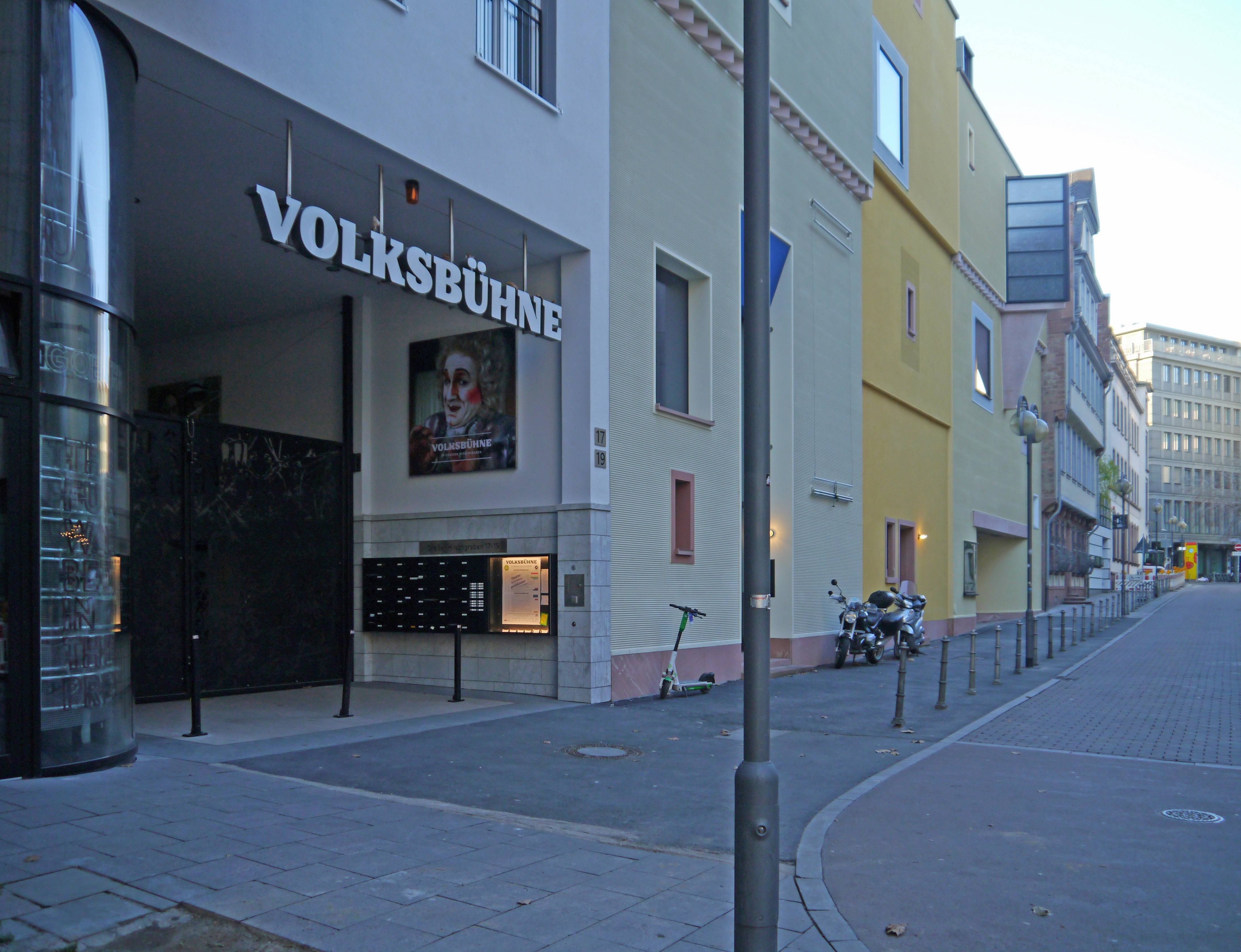
Goethehöfe, Romantikmuseum, Goethe-Haus und Goethemuseum im Großen Hirschgraben

Benachbarte Gebäude sind das Freie Deutsche Hochstift und Goethes Geburtshaus mit dem denkmalgeschützten Brunnenhöfchen und Gärten im Hof. Das Stiftsgebäude wurde bereits 1947 bis 1949 zusammen mit dem bei den Luftangriffen auf Frankfurt am Main zerstörten Goethe-Haus vom Maler und Architekten Theo Kellner wiederhergestellt. Nach Auszug des Börsenvereins des Deutschen Buchhandels, der von 1957 bis 2012 am Großen Hirschgraben 19–21 residierte, wurde das bisherige Grundstück für den seit langem geplanten Bau eines Deutschen Romantik-Museums frei. Die bisherigen Sammlungsschwerpunkte Handschriften, Realien und Gemälde der Goethezeit wurden übernommen. Der Museumsanbau mit dem Goethe-Haus ist Teil eines größeren Ensembles, das den modernisierten Cantate-Saal als neue Heimat der Volksbühne Frankfurt sowie Wohnungen und ein Café um einen gemeinsamen Hof verbindet.

## Städtebauliches Konzept
Zu dem im Oktober 2013 von ABG Frankfurt Holding ausgeschriebenen Architektenwettbewerb unter dem Namen Goethehöfe waren 15 Büros eingeladen. Die Jury vergab im Juni 2014 drei zweite Preise und forderte die Preisträger auf, ihre Entwürfe innerhalb von zwei Monaten bis zur endgültigen Entscheidung nachzubessern. Am 24. September entschied ein Nachfolgegremium der Jury sich einstimmig für eine Kombination zweier Entwürfe. Einer davon ist der städtebauliche Entwurf des Ensembles Goethehöfe – Deutsches Romantik-Museum des Büros Landes & Partner, das die Goethehöfe mit Büros und Ateliers, einem Hof sowie etwa 3.000 Quadratmeter Wohnfläche realisieren und den Cantate-Saal wiederherstellen wird.
Der Museumsneubau wurde durch das Büro Christoph Mäckler erstellt, der jedoch an das städtebauliche Konzept von Michael A. Landes gebunden ist. Die beiden Büros bildeten eine Planungsgemeinschaft. Die Goethehöfe befinden sich in einem dicht bebauten Block, der von der Bethmann-Straße im Süden, der Kaiserstraße im Westen, der Straße Am Salzhaus im Norden und dem Großen Hirschgraben im Osten begrenzt ist. Innerhalb dieses Blockes bildet das Grundstück mit seiner U-förmigen Bestandsbebauung um einen zentralen Innenhof und mit der Grenzbebauung zu den Nachbargrundstücken einen „Mikroblock“, umfasst rund 2.475 m² und ist mit ca. 50 × 50 m Kantenlänge nahezu quadratisch zugeschnitten.